# Государственный музей золота и драгоценных металлов
Государственный музей золота и драгоценных металлов – музей ювелирного искусства в городе Астана. 
Государственный музей золота и драгоценных металлов был основан в 1990 году в Алма-Ате. Музей занимается собиранием, сохранением, экспонированием уникальных произведений древнего и средневекового искусствa Казахстана из золота и серебра. Основная задача музея — сосредоточить в одном месте (т. е. в фондах музея) выдающиеся произведения ювелирного искусства, находящиеся в разных музеях Республики; способствовать возврату многих уникальных ценностей, вывезенных в разное время за пределы Республики.

## История
Основан в 1990 году. В октябре 2000 года музей переведён из Алма-Аты в Астану.

## Экспозиция

### Иссыкский золотой человек
Возраст золотых украшений сакского вождя датируется V-IV вв. до.н.э. По определению антропологов, захороненному в Кургане Иссык юноше было 17-18 лет. Ткань одежды была окрашена в коричневый или красный цвет.

### Зал золота
Помимо Золотого человека в зале золота имеются другие экспонаты:
- Перстень с изображением верблюда. Золото, бирюза. Каргалинский клад, Южный Казахстан, 2-1 вв. до н.э.
- Геральдически совмещенные олени. Золото. Жалаулинский клад, Южный Казахстан, 7-3 вв. до н.э.
- Архар. Золото, бирюза. Курган Шиликты, Восточный Казахстан, 7 в. до н.э.
- Тройной грифон. (Деталь конского снаряжения). Дерево, золото (фольга). Курган Берель, Восточный Казахстан, 4-3 вв. до н.э.
- Перстень печать. Перстень с зеркальным шитком. Золото. Курган Иссык, Южный Казахстан, 5-4 вв. до н.э.

### Зал серебра
В экспозиции зала серебра представлены ювелирные изделия 18-го- нач. 20 вв.
- Нагрудные украшения – входят в комплекс праздничных украшений казахских женщин. Нагрудное украшение надевалась на брачную церемонию. Каждая из пластин несет в себе смысловую нагрузку, ромб означал продолжение рода, плодородие, а треугольник - женское начало в соединении и создании новой семьи.
- Мужские пояса
- Украшения для коней
- Другие предметы быта и украшения из серебра.